# 罗阿莱斯德坎波斯
罗阿莱斯德坎波斯，是西班牙卡斯蒂利亚-莱昂巴利亚多利德省的一个市镇。总面积23平方公里，总人口253人（2001年），人口密度11人/平方公里。